# П'єр-Ален Фро
П'єр-Ален Фро (фр. Pierre-Alain Frau, нар. 15 квітня 1980, Монбельяр) — колишній французький футболіст, що грав на позиції нападника та флангового півзахисника.
Виступав за ряд французьких клубів, у складі яких став дворазовим чемпіоном Франції, дворазовим володарем Кубка французької ліги, дворазовим володарем Суперкубка Франції, а також переможецем Кубка Інтертото та Кубка Франції.

## Ігрова кар'єра
У дорослому футболі дебютував 1997 року виступами за команду клубу «Сошо», в якій провів сім сезонів, взявши участь у 207 матчах чемпіонату. Більшість часу, проведеного у складі «Сошо», був основним гравцем команди і одним з головних бомбардирів команди, маючи середню результативність на рівні 0,36 голу за гру першості.

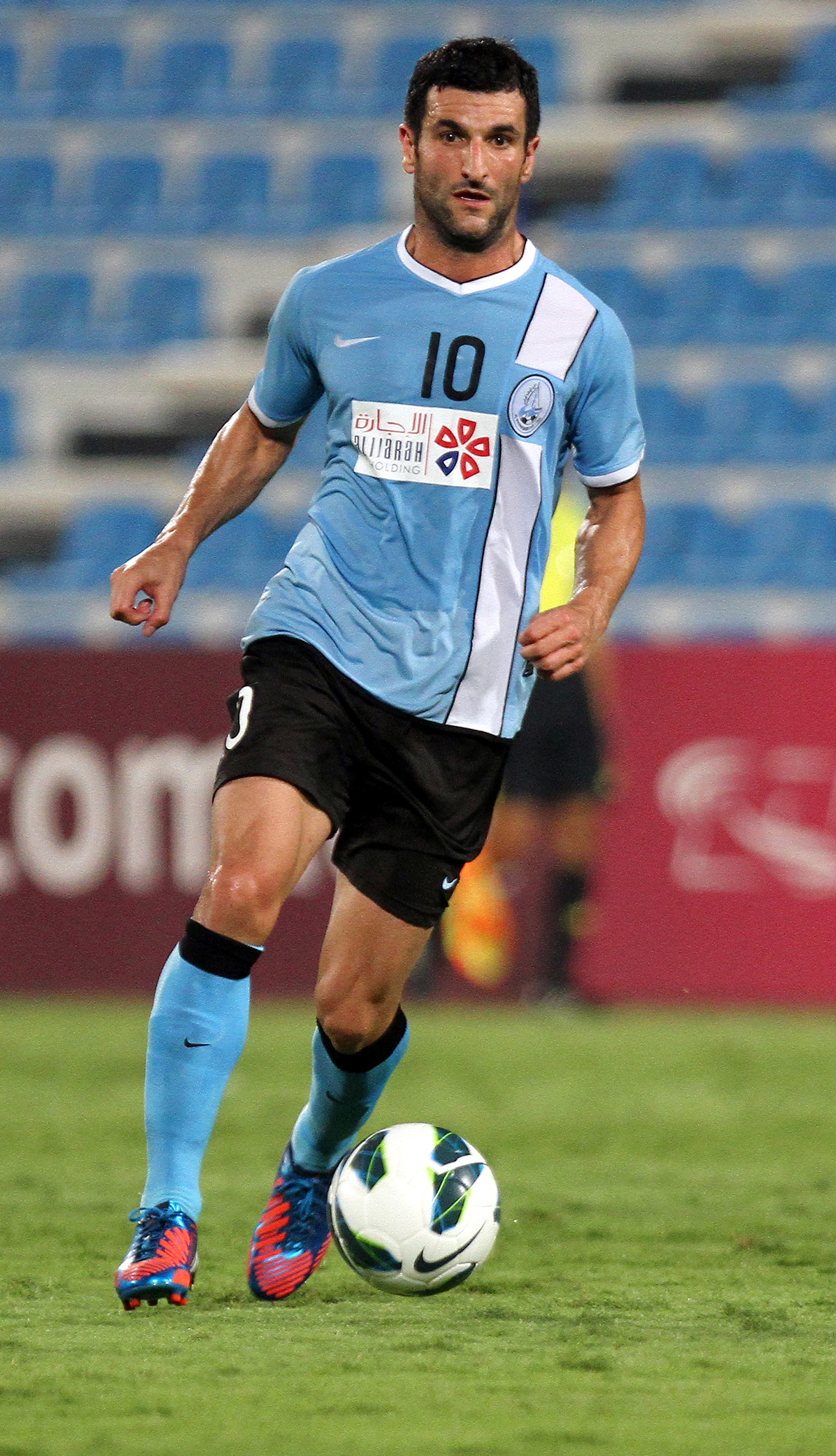
П'єр-Ален Фро під час виступів за «Аль-Вакра». 30 вересня 2012 року

2004 року виграв з командою Кубок французької ліги, після чого перебрався до складу діючого чемпіону країни «Ліону». Майже відразу Фро виграв з командою Суперкубок Франції, а за підсумками першого сезону з новою командою став чемпіоном та знову виграв національний Суперкубок. Проте надалі втратив місце в команді через появу в атаці таких гравців як Сільвен Вільтор, Нілмар і Джон Кар'ю. Через це Фрау зіграв тільки чотири гри чемпіонату в період з липня по грудень 2005 року, через що був відданий в оренду до кінця сезону в «Ланс», де він забив 5 голів в 20 іграх.
У липні 2006 року підписав контракт на 4 роки зі столичним клубом «Парі Сен-Жермен», проте провів лише півтора сезони, після чого перейшов в «Лілль». В новій команді П'єр-Ален поступово став основним гравцем і 2011 року допоміг команді виграти «золотий дубль».
Тим не менш його контракт не був продовжений по завершенні сезону 2010/11 і влітку 2011 року нападник на правах вільного агента перейшов у «Кан». Проте в новій команді Фро за сезон забив лише щість голів в чемпіонаті і не зміг врятувати команду від вильоту. Після цього француз перейшов в катарський клуб «Аль-Вакра».
Завершив професійну ігрову кар'єру у рідному клубі «Сошо», за який провів кілька матчів у сезоні 2013/14, після чого 25 вересня 2014 року заявив про завершення кар'єри.

## Збірна
Виступав за юнацькі та молодіжні збірні Франції. У складі збірної до 21 року 2002 року брав участь у молодіжному чемпіонаті Європи, де здобув з командою срібні медалі, зігравши, в тому числі, і в програному по пенальті фіналі проти однолітків з Чехії. Фро став одним з трьох французів (разом з Жульєном Ескюде та Жаном-Аленом Бумсонгом), що не реалізували свій пенальті.

## Титули і досягнення

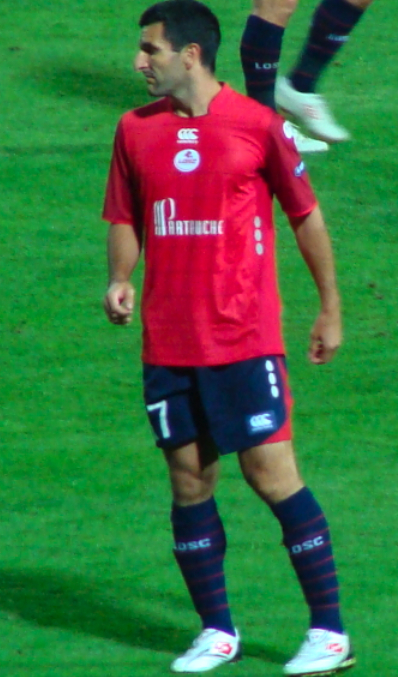
П'єр-Ален Фро під час виступів за «Лілль». 17 вересня 2009 року

- Володар Кубка французької ліги (2):

«Сошо»: 2003-04
«Парі Сен-Жермен» : 2007-08
- Володар Суперкубка Франції (2):

«Ліон»: 2004, 2005
- Чемпіон Франції (2):

«Ліон»: 2004-05
«Лілль»: 2010-11
- Володар Кубка Інтертото (1):

«Ланс»: 2005
- Володар Кубка Франції (1):

«Лілль»: 2010-11